# 西山 (北京市)

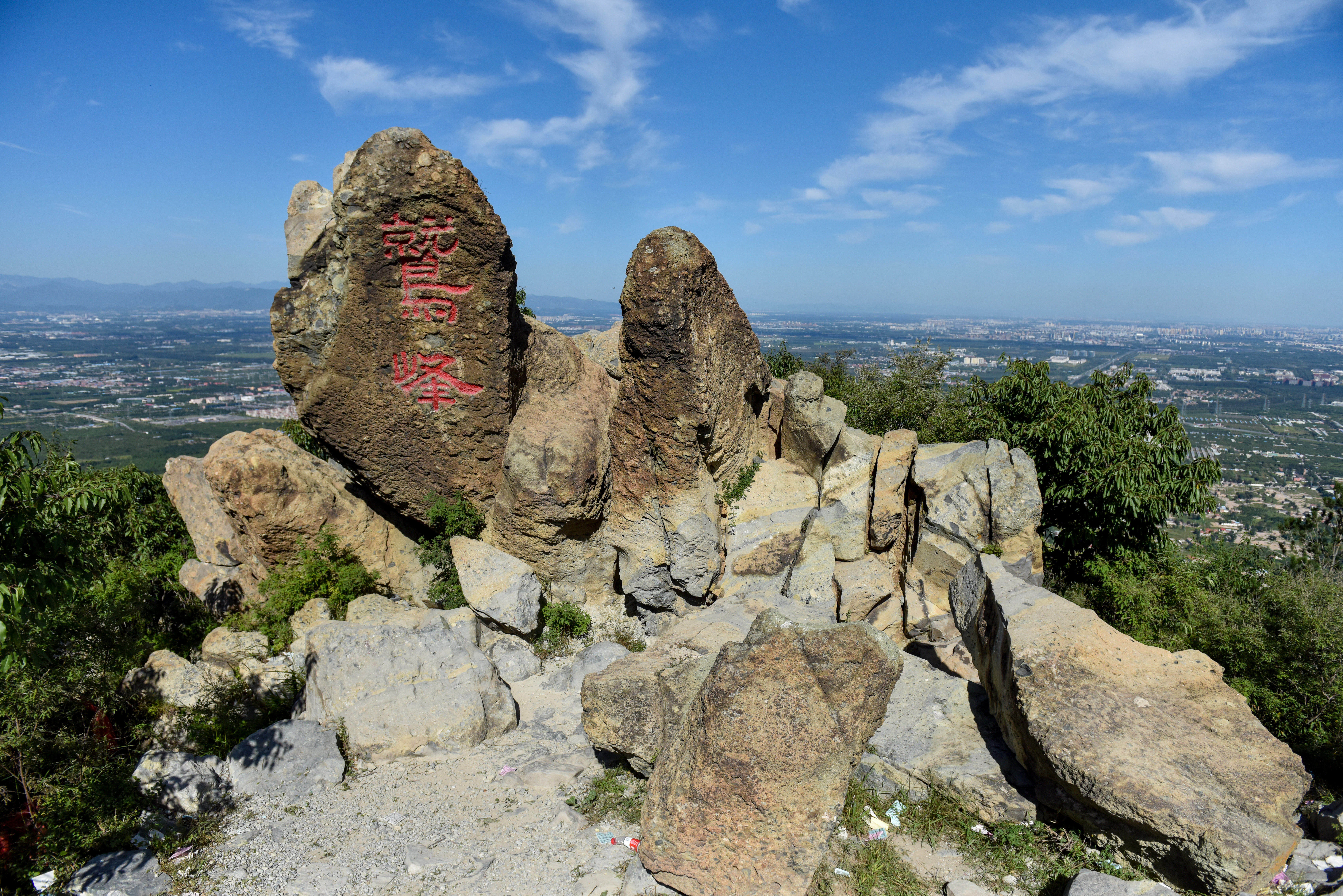
鷲峰（465m）

西山（せいざん）は、中華人民共和国北京市の西30キロメートルにある山々で、太行山脈の支脈になっている。

## 名勝
西山には次のような名勝がある。
- 香山公園
- 八大処公園
- 鷲峰山森林公園（中国語版）
- 大覚寺公園
- 国立植物園 (北京市)
- 十方普覚寺（中国語版） (臥佛寺)
- 百望山森林公園（中国語版）

## 参照項目
- 西山会議派